# Datenmanagement
Datenmanagement ist die Menge aller methodischen, konzeptionellen, organisatorischen und technischen Maßnahmen und Verfahren zur Behandlung der Ressource „Daten“ mit dem Ziel, sie mit ihrem maximalen Nutzungspotenzial in die Geschäftsprozesse einzubringen und im laufenden Betrieb deren optimale Nutzung zu gewährleisten.
Darüber hinaus muss ein professionelles Datenmanagement auch die Aspekte der Daten-/Informationsqualität und des Datenschutzes berücksichtigen.
Über die gesamte Prozesskette hinweg soll für Datenkonsistenz gesorgt werden. Angefangen von der Datenerfassung über die Bestandsführung und das Risikocontrolling bis hin zur Bilanz und speziellen Auswertungen (z. B. für Controlling und Statistik) ist eine komplexe Prozesskette zu berücksichtigen, die viele Bereiche betrifft. Die Datenqualität spielt dabei in jedem einzelnen Prozessschritt eine entscheidende Rolle. Daten sind dann von hoher Qualität, wenn die Datennutzer auf effektive Weise die jeweiligen Aufgaben erledigen können. Die gewünschte Datenqualität ist in der Regel in den Geschäftsprozessen beschrieben. Im Umkehrschluss heißt das: Wenn die Prozesse im Ablauf geändert oder an neue Anforderungen angepasst werden, kann sich die Datenqualität ebenso ändern. Entsprechend müssen die Regeln für die Erfassung, Bearbeitung und Auswertung der Daten adaptiert werden.

## Teilbereiche des Datenmanagements
Datenmanagement besteht aus folgenden Teilbereichen:
- Datenmodellierung: Der Gegenstand der Datenmodellierung ist die Strukturierung von Daten, um sie später leichter verarbeiten zu können. Dabei wird oft die Entity-Relationship-Modellierung (ERM) verwendet, die die Beziehungen zwischen verschiedenen Entitäten darstellt.

- Datenintegration: Dies ist ein Prozess, um verschiedene Datenquellen zusammenzuführen und zu harmonisieren. Hierbei können unterschiedliche Formate, Sprachen oder auch Datenstrukturen miteinander verknüpft werden.
- Datenanalyse: Die Datenanalyse beschäftigt sich mit der Auswertung von Daten. Hierbei kommen unterschiedliche Analysemethoden wie Data Mining, Machine Learning oder Business Intelligence zum Einsatz, um Muster oder Trends zu erkennen.

- Datenqualitätsmanagement: Das Datenqualitätsmanagement befasst sich mit der Sicherung und Verbesserung der Datenqualität. Das Ziel ist es sicherzustellen, dass die Daten korrekt, vollständig, aktuell und eindeutig sind.

- Metadatenmanagement: Das Metadatenmanagement umfasst die Verwaltung von Metadaten. Dies beinhaltet die Speicherung und Verwaltung von verschiedenen Informationen, wie Datentyp, Erstellungsdatum oder auch Datenschutzrichtlinien.

- Datenarchivierung: Dabei werden die Daten langfristig gespeichert. Die Datensicherung erfolgt auf speziellen Datenträgern oder in Cloud-Speichern, um sie auch nach langer Zeit noch zugänglich zu machen.

- Datenschutz und Datensicherheit: Hierbei werden verschiedene Maßnahmen wie Verschlüsselung, Zugriffsrechte oder Firewalls ergriffen, um den Schutz von Daten vor unbefugtem Zugriff oder Verlust zu gewährleisten.

## Ausbildungsmöglichkeiten
Es gibt neben der grundlegenden Ausbildung in Informatik verschiedene Studiengänge, die sich speziell mit der Thematik des Datenmanagements beschäftigen:
- Bachelor: Das Datenmanagement kann im Bachelorstudium einen umfangreichen Studienschwerpunkt bilden, so z. B. im informationswissenschaftlichen Studiengang „Informations- und Datenmanagement“[2] an der Fachhochschule Potsdam. Außerdem wird das Themengebiet in den Studiengängen Informatik und Wirtschaftsinformatik in einigen Modulen behandelt. Der Bachelorstudiengang „Gesundheitsdaten und Digitalisierung“ an der Hochschule für Gesundheit in Bochum bietet eine weitere Möglichkeit zur Ausbildung im Bereich Datenmanagement, wobei der Schwerpunkt im Gesundheitsbereich verortet ist.[3]
- Master: Es gibt Masterstudiengänge die konkret auf die Thematik von Datenmanagement eingehen, zum Beispiel der Masterstudiengang „Business Intelligence & Analytics“ an der Technischen Universität Chemnitz, „Management & Data Science“ an der Leuphana Universität Lüneburg[4] oder der Master „Datenanalyse und Datenmanagement“ an der Technischen Universität Dortmund.[5] oder das Wirtschaftsinformatikstudium mit Schwerpunkt auf Business Intelligence & Data Science an der Universität Linz[6]